# Бартоли, Марион
Марио́н Бартоли́ (фр. Marion Bartoli, род. 2 октября 1984 года в Ле-Пюи-ан-Веле, Франция) — французская теннисистка; победительница одного турнира Большого шлема в женском одиночном разряде (Уимблдон-2013); финалистка одного турнира Большого шлема в женском одиночном разряде (Уимблдон-2007); полуфиналистка одного турнира Большого шлема в женском парном разряде (Открытый чемпионат США-2003); победительница 11 турниров WTA (из них 8 в одиночном разряде); финалистка Кубка Федерации (2004) в составе национальной сборной Франции; бывшая седьмая ракетка мира в женском одиночном рейтинге; бывшая вторая ракетка мира в юниорском одиночном рейтинге; победительница одного юниорского турнира Большого шлема в одиночном разряде (Открытый чемпионат США-2001).

## Общая информация
Тренером Марион долгое время был её отец Вальтер (по образованию врач) — он продал свою частную практику, когда дочери было 14, и вложил деньги в теннисную подготовку. В июле 2013 года отец и дочь Бартоли прекратили сотрудничество. Некоторое время Марион тренировалась под руководством спарринг-партнёра Тома Друэ.
Кумиры детства француженки — Моника Селеш и Пит Сампрас.
По собственному заявлению Марион, значение её IQ составляет 175 единиц, что выше аналогичных показателей таких интеллектуалов, как Эйнштейн, Эдисон, Платон, Бетховен и др., оценка интеллектуальных показателей которых приводится по данным из книги профессора психологии Стэнфордского университета Кэтрин Кокс Майлз.

## Личная жизнь
В декабре 2019 года вышла замуж за бельгийского футболиста Яхью Бумедьена. В мае 2020 года пара объявила, что ждет ребенка. 18 декабря 2020 года у супругов родилась дочь Камилья.

## Спортивная карьера
Юниорская карьера.
В 2000 году юниорка Марион впервые пробует свои силы на юниорских турнирах ITF, на одном из которых, в Алжире, побеждает. В том же году она выигрывает престижный юниорский турнир Orange Bowl в возрастной категории до 16-ти лет. В 18 лет Бартоли стала второй в рейтинге среди юниоров. Кроме того в 2001 году она побеждает на юниорском Открытом чемпионате США, где в финале она обыграла россиянку Светлану Кузнецову.
Начало карьеры.
Первые выступления Бартоли на турнирах из цикла ITF пришлись ещё на 1999 год, когда ей только исполнилось 15 лет. В мае 2001 года она выиграла первый титул ITF на турнире с минимальным призовым фондом (10 000$) в Великобритании. В мае 2001 года француженка дебютировала в WTA-туре и на турнирах серии Большого шлема, сыграв на Открытом чемпионате Франции. В первом своём матче на таком уровне она проиграла колумбийской теннисистке Каталине Кастаньо. К концу 2002 года в активе Бартоли уже было пять титулов на турнирах ITF. В августе 2002 года на дебютном во взрослых соревнованиях Открытом чемпионате США она смогла пройти в третий раунд и обыграть в первом раунде известную теннисистку Аранчу Санчес-Викарио. 
В 2003 году Бартоли впервые попадает в Топ-100 мирового рейтинга. В самом начале сезона она вышла в полуфинал турнира в Канберре. В начале февраля она сыграла в финале в парном разряде на турнире в Париже в дуэте с соотечественницей Стефани Коэн-Алоро. В марте на турнире 1-й категории в Майами Бартоли, начавшая турнир с квалификации, смогла выйти в стадию 1/4 финала. В четвёртом раунде она прошла (на отказе от продолжения борьбы из-за травмы) № 6 в мире на тот момент Линдсей Дэвенпорт, взяв у неё первый сет с сухим счётом 6-0. лучшим результатом на грунте в том сезоне стал для Марион выход в четвертьфинал в Страсбурге в мае. На Открытом чемпионате США Бартоли удалось в парном разряде дойти до полуфинала в команде с Мириам Казановой. В октябре она сыграла в парном финале турнира в Линце в альянсе с Сильвией Фариной.
Сезон 2004 года Бартоли начала с выхода в полуфинал турнира в Окленде. В феврале до этой же стадии она добралась на турнире в Хайдарабаде и впервые попала в Топ-50 одиночного рейтинга. В апреле француженка выиграла дебютный трофей WTA, взяв его в парных соревнованиях турнира в Касабланке (совместно с Эмили Луа). На Уимблдонском турнире их дуэт вышел в четвертьфинал парного разряда, а в одиночном турнире Марион смогла выйти в третий раунд. В августе она в третий раз в сезоне сыграла в полуфинале на турнире в Цинциннати. В октябре Бартоли сыграла в парном финале турнира в Ташкенте в дуэте с итальянкой Марой Сантанджело. В ноябре Бартоли дебютирует в составе сборной Франции в Кубке Федерации. В финальном поединке за Кубок против россиянок Бартоли сыграла парную встречу, в которой потерпела поражение с Эмили Луа.
2005-08. Финал на Уимблдоне.

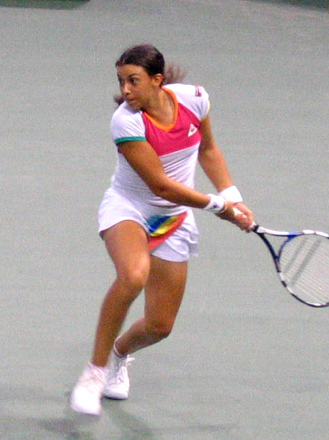
Бартоли на турнире в Лос-Анджелесе 2005 года

Сезон 2005 года Бартоли начинает с полуфинала в Окленде и четвертьфинала в Канберре. В феврале она выиграла второй в карьере парный приз WTA на турнире в Паттайе в альянсе с немкой Анной-Леной Грёнефельд. Лучше всего из Больших шлемов в том сезоне Марион выступила на Открытом чемпионате США, пройдя в третий раунд. В ноябре второй раз в сезоне она смогла дойти до полуфинала на турнире в Квебеке. В самом конце сезона Бартоли победила на 75-тысячнике из цикла ITF в Дубае.
2006 год считается годом прорыва французской теннисистки. Уже в начале сезона Марион впервые побеждает на турнире WTA в одиночном разряде. Она первенствует на турнире в Окленде, разгромив в финале Веру Звонарёву со счётом 6-2, 6-2. В мае она выиграла парный трофей турнира в Праге (с Шахар Пеер). Дальше всего на Больших шлемах француженка прошла на Открытом чемпионате США, где, как и год назад, вышла в третий раунд. После США она сыграла в турнире на Бали, где в борьбе за титул уступила Светлане Кузнецовой — 5-7, 2-6. На турнире в Сеуле она доиграла до полуфинала. В начале октября Бартоли выигрывает ещё один одиночный титул на турнире в Токио. В финале 22-летняя француженка обыграла местную теннисистку Айко Накамура — 2-6, 6-2, 6-2. Благодаря этой победе Марион смогла подняться уже в Топ-20 женской классификации. В ноябре она выиграла свой третий титул в сезоне и за карьеру, завоевав его на турнире в Квебеке, где в решающий момент Бартоли обыграла Ольгу Пучкову с сухим счётом 6-0, 6-0.
В 2007 году французская теннисистка не смогла победить ни на одном турнире, но при этом сезон по общим результатам стал лучше предыдущего. Перед Австралийским чемпионатом Бартоли сыграла в парном финале турнира в Сиднее (с Мейлен Ту). В мае Марион вышла в финал турнира в Праге, а также в полуфинал турнира в Страсбурге. На Открытом чемпионате Франции она впервые прошла в четвёртый раунд на Большом шлеме. В июне при подготовке к Уимблдону Бартоли дважды выходила в полуфинал на турнирах в Бирмингеме и Истборне. На самом же Уимблдонском турнире Бартоли смогла сотворить сенсацию, выйдя в финал. В полуфинале первой ракеткой мира Жюстин Энен выиграла у Бартоли первый сет 6-1 и во втором вела со счетом 5-3, но в итоге француженка смогла переломить ход поединка и вырвать победу. В финале Марион проиграла американке Винус Уильямс.
| Стадия  | Соперница (посев)     | Рейтинг | Счёт        |
| 1 раунд | Флавия Пеннетта       | 63      | 6-3 6-1     |
| 2 раунд | Ольга Говорцова (Q)   | 156     | 7-5 6-2     |
| 3 раунд | Шахар Пеер (16)       | 16      | 6-3 6-2     |
| 4 раунд | Елена Янкович (3)     | 3       | 3-6 7-5 6-3 |
| 1/4     | Михаэлла Крайчек (31) | 45      | 3-6 6-3 6-2 |
| 1/2     | Жюстин Энен (1)       | 1       | 1-6 7-5 6-1 |
| Финал   | Винус Уильямс (23)    | 31      | 4-6 1-6     |

К концу августа 2007 года Бартоли впервые в карьере поднимается в первую десятку одиночного рейтинга. На следующем в сезоне Большом шлеме в США она прошла в четвёртый раунд, где уступила Серене Уильямс. В сентябре француженка вышла в полуфинал в Люксембурге, а в октябре в Линце. К концу года она достигает наивысшего места в карьере — 9-я строчка и поучаствовала на итоговом турнире WTA в качестве запасного игрока вместо Серены Уильямс, которая снялась из-за травмы. Там Марион встречается с Жюстин Энен, которая взяла реванш за обидное поражение на Уимблдоне: 6-0, 6-0 и с Еленой Янкович, которая обыграла Бартоли на её отказе от продолжения матча во втором сете.
Начало сезона было неубедительным. На турнире второй категории в Сиднее уступила во втором круге Франческе Скьявоне. Сам турнир Большого шлема тоже не удался: уже в первом круге она проиграла Софии Арвидссон. Затем последовал домашний турнир в Париже, где получив третий номер посева, Марион дошла до полуфинала, уступив будущей победительнице этого турнира Анне Чакветадзе. После Парижа Марион отправилась в Дохе, где уступила в стартовом матче. В марте на супер-турнирах первой категории в Индиан-Уэллсе и Майами она доходит до 1/8 финала, где её останавливает Линдсей Дэвенпорт и вновь уступает в стартовом матче. В грунтовой части сезона на шести турнирах, включая Ролан Гаррос (поражение в первом раунде) она выиграла всего три матча. 
В июне 2008 года, перейдя на траву, Марион снова проигрывает стартовый матч турнира в Бирмингеме. На турнире в Истборне Марион доходит до полуфинала, где её обыгрывает Агнешка Радваньская. На Уимблдонском турнире, где в прошлом году француженка дошла до финала, на этот раз удалось выйти только в третий раунд. В июле Бартоли вышла в первый и единственный в этом году финал на турнире в Станфорде. В решающем матче она уступила представительнице Канады Александре Возняк — 5-7, 3-6. На турнире 1-й категории в Монреале Марион вышла в полуфинал. На Открытом чемпионате США её результатом стал выход в четвёртый раунд. Лучшим результатом в осенней части сезона стал выход в полуфинал турнира в Линце в октябре. Год она завершила на 17-й позиции мирового рейтинга.
2009-11. Полуфинал на Ролан Гаррос и возвращение в Топ-10.

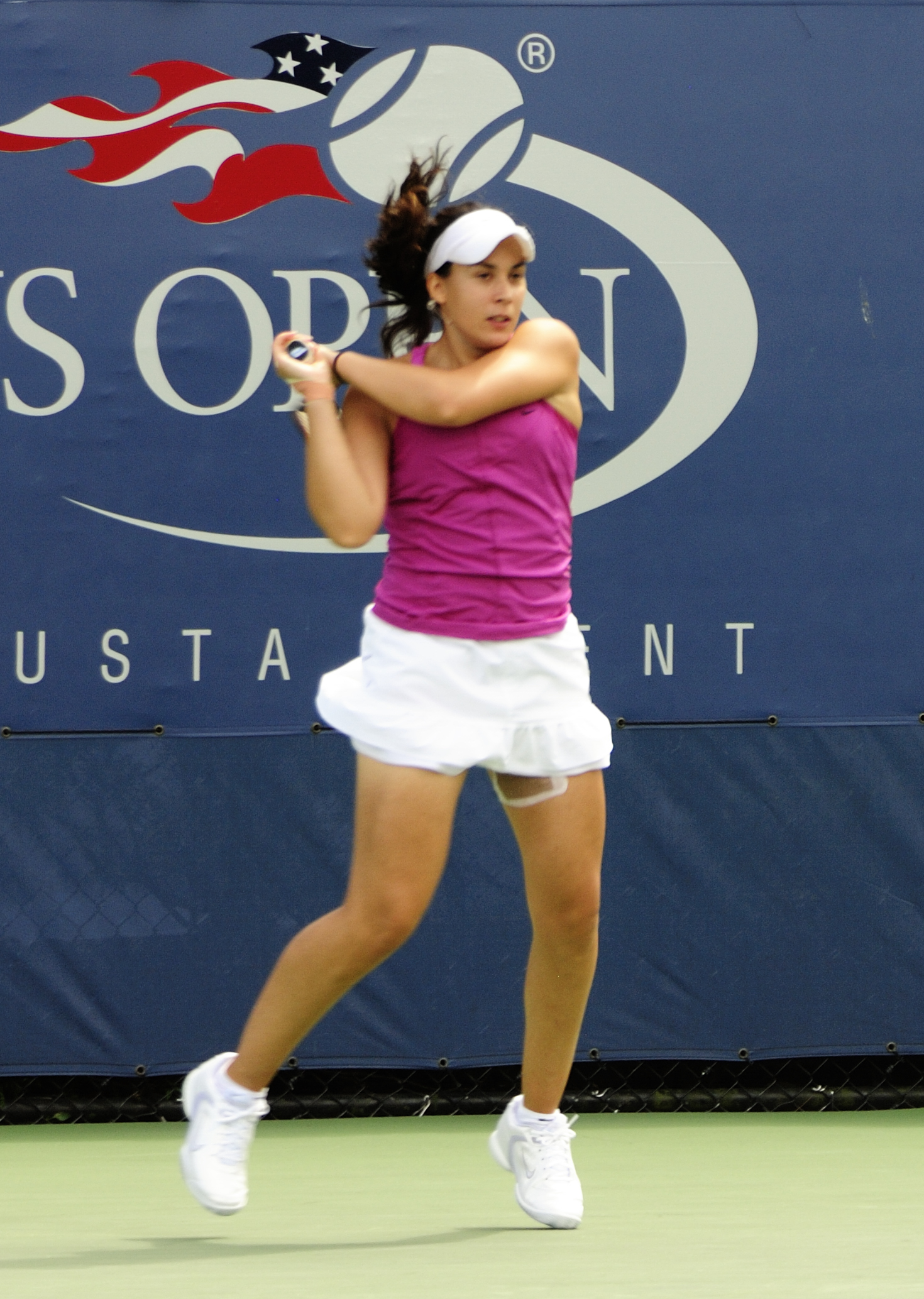
Бартоли на Открытом чемпионате США 2009 года

На старте сезона 2009 года Бартоли выходит в финал в Брисбене, где проигрывает Виктории Азаренко — 3-6, 1-6. На Открытом чемпионате Австралии она впервые вышла в четвертьфинал, переиграв в четвёртом раунде первую ракетку мира на тот момент Елену Янкович со счетом 6-1, 6-4. После финала Уимблдона в 2007 году это наилучшее достижение Марион на турнирах Большого Шлема. В борьбе за полуфинал она проиграла Вере Звонарёвой. В начале марта она выиграла первый за три года титул WTA на турнире в Монтеррее, где в решающей встрече одолела китаянку Ли На. Лучшим результатом на грунте в сезоне стал выход в полуфинал турнира в Чарлстоне в середине апреля. В июне француженка сыграла в полуфинале турнира на траве в Истборне. а на Уимблдоне остановилась на стадии третьего раунда. В начале августа Бартоли побеждает на Премьер-турнире в Станфорде. По ходу соревнований ей удалось обыграть двух теннисисток из Топ-10: в четвертьфинале № 6 Елену Янкович (3-6, 7-6(3), 6-3), а в финале № 3 Винус Уильямс (6-2, 5-7, 6-4). Осенью лучше всего она показала себя на турнире в Пекине, где вышла в полуфинал, победив № 7 в мире Веру Звонарёву. В конце сезона Бартоли обеспечивает себе место во втором по значимости Итоговом соревновании — Турнире чемпионок WTA. На нём она сумела дойти до финала, где в матче с соотечественницей Араван Резаи отказывается от борьбы после проигранного первого сета из-за травмы.
2010 год Бартоли начинает с выступления на Австралийском чемпионате, где доходит до третьего раунда. На премьер-турнире в Майами она смогла выйти в полуфинал и обыграть на своём пути № 4 в мире Светлану Кузнецову в матче четвёртого раунда. До стадии третьего раунда она добралась и на Роланн Гаррос. В июне Бартоли вышла в полуфинал турнира на траве в Истборне, а на Уимблдоне вышла в четвёртый раунд. В августе на турнире в Цинциннати в матче третьего раунда Бартоли обыграла третью ракетку мира Каролину Возняцки и в целом прошла в четвертьфинал. В октябре она вышла в полуфинал турнира в Осаке и закончила для себя выступления в сезоне.
2011 год для Бартоли в плане стабильных результатов получился лучшим в карьере. Начала она его с выхода в полуфинал турнира в Брисбене. Следующий раз до этой стадии она добралась в феврале на турнире в Дохе. В марте на престижном турнире в Индиан-Уэллсе Бартоли смогла добиться хорошего результата. На стадии четвёртого раунда она прошла вторую ракетку мира Ким Клейстерс на снятии с матча соперницы из-за травмы. В 1/4 финала Марион выиграла у Аны Иванович, а в 1/2 победила Янина Викмайер. В первом для себя финале серии Premier Mandatory Бартоли сразилась против Каролины Возняцки и проиграла ей со счётом 1-6, 6-2, 3-6. За неделю до Ролан Гаррос француженка сыграла в финале турнира в Страсбурге, но не смогла его доиграть, уступив титул Андрее Петкович (4-6, 0-1). На Открытом чемпионате Франции Бартоли смогла выйти в полуфинал. В финал её не пустила прошлогодняя чемпионка Франческа Скьявоне, которая в итоге второй год подряд вышла в решающий матч. Благодаря этому высокому результату Бартоли смогла вернуться в Топ-10, заняв 9-ю строчку.
В июне 2011 года турнире в Истборне Бартоли смогла завоевать первый в карьере титул WTA на травяном покрытии. По пути к нему она обыграла трёх представительниц Топ-10: в 1/4 финала Викторию Азаренко (№ 5), в 1/2 финала Саманту Стосур (№ 10) и в финале Петру Квитову (№ 8) со счётом 6-1, 4-6, 7-5. На Уимблдонском турнире, набравшая хорошую форму Бартоли смогла в четвёртом раунде победить знаменитую Серену Уильямс (6-3, 7-6(6)). В четвертьфинале она проиграла немке Сабине Лисицки. В конце июля Бартоли вышла ещё в один финал на турнире в Станфорде. Здесь у неё взяла реванш за поражения на Уимблдоне Серена Уильямс — 5-7, 1-6. Следующий раз в финал Марион попала в октябре на турнире в Осаке. На это раз она смогла выиграть титул, переиграв шестую ракетку мира Саманту Стосур — 6-3, 6-1. В концовке сезона в качестве запасной попала на Итоговый турнир. Здесь Бартоли заменила по ходу соревнований Марию Шарапову и сыграла один матч. В нём француженка обыграла № 4 в мире Викторию Азаренко. По итогам 2011 года Бартоли заняла 9-е место в одиночном рейтинге.
2012-13. Триумф на Уимблдоне и завершение карьеры.
На старте сезона 2012 года Марион выступила на неофициальном командном турнире Кубок Хопмана. Совместно с Ришаром Гаске она представила команду Франции и добралась до финала, где они уступили представителям Чехии. Австралийский чемпионат завершился для Бартоли поражением в третьем раунде. По его окончании она поднялась на самую высокую в карьере — седьмую строчку в одиночном рейтинге. В феврале она сыграла в финале зального турнира в Париже, где в борьбе за главный приз проиграла немке Анжелике Кербер — 6-7(3), 7-5, 3-6. На следующем турнире в Дохе Марион смогла пройти в полуфинал. В марте она также неплохо смотрелась на премьер-турнирах в США. В Индиан-Уэллсе её результатом стал выход в четвертьфинал, а в Майами она вышла в полуфинал, обыграв в 1/4 финала первую ракетку мира Викторию Азаренко (6-3, 6-3). Грунтовая часть сезона сложилась неудачно и Бартоли ни разу не доходила до четвертьфинала. В июне на траве в Истборне она вышла в полуфинал. В июле уже на харде француженка попала в финал турнира в Карлсбаде, но проиграла там Доминике Цибулковой — 1-6, 5-7. На Открытом чемпионате США она смогла выйти в четвертьфинал. Для этого потребовалось в четвёртом раунде обыграть пятую в мире Петру Квитову (1-6, 6-2, 6-0). В борьбе за полуфинал Бартоли проиграла Марии Шараповой (6-3, 3-6, 4-6). В осенней части сезона лучше всего она сыграла в октябре на турнире в Пекине, дойдя до полуфинала.
Открытый чемпионат Австралии 2013 года завершился для 28-летней француженки в третьем раунде. До конца июня она лишь один раз вышла в четвертьфинал (в феврале на турнире в Дубае). На Ролан Гаррос она проиграла в третьем раунде. Тем удивительнее стало её триумфальное выступление на Уимблдонском турнире. Многие фаворитки турнира выбывали на ранних стадиях и Бартоли на пути к титулу не встретила ни кого выше её рейтингом (15-е место на начало турнира). В финальном матче Уимблдонского турнира Марион победила немку Сабину Лисицки и выиграла свой первый титул на турнирах серии Большого шлема. Примечательно также, что француженка не проиграла ни одного сета на турнире. После Уимблдона в рейтинге она поднялась на 7-ю строчку.
| Стадия  | Соперница (посев)     | Рейтинг | Счёт    |
| 1 раунд | Элина Свитолина       | 82      | 6-3 7-5 |
| 2 раунд | Кристина Макхейл      | 70      | 7-5 6-4 |
| 3 раунд | Камила Джорджи        | 93      | 6-4 7-5 |
| 4 раунд | Карин Кнапп           | 104     | 6-2 6-3 |
| 1/4     | Слоан Стивенс (17)    | 17      | 6-4 7-5 |
| 1/2     | Кирстен Флипкенс (20) | 20      | 6-1 6-2 |
| Финал   | Сабина Лисицки (23)   | 24      | 6-1 6-4 |

После своего триумфа француженка сыграла всего на двух турнирах и, уступив последний на старте турнира в Цинциннати Симоне Халеп, объявила о завершении своей профессиональной карьеры в возрасте 28 лет.
2018 год. Возвращение в тур.
В декабре 2017 года стало известно о намерении Бартоли возобновить карьеру после почти пятилетнего перерыва. Она анонсировала, что первым турниром для неё станет Майами в марте 2018

## Рейтинг на конец года
| Год  | Одиночный рейтинг | Парный рейтинг |
| 2013 | 13                |                |
| 2012 | 11                |                |
| 2011 | 9                 |                |
| 2010 | 16                |                |
| 2009 | 11                |                |
| 2008 | 17                |                |
| 2007 | 10                | 113            |
| 2006 | 17                | 33             |
| 2005 | 40                | 47             |
| 2004 | 41                | 37             |
| 2003 | 57                | 20             |
| 2002 | 106               | 282            |
| 2001 | 345               |                |
| 2000 | 1120              |                |
| 1999 | 1028              |                |

## Выступления на турнирах

### Финалы турниров Большого шлема в одиночном разряде (2)

#### Победы (1)
| №  | Год  | Турнир   | Покрытие | Соперница в финале | Счёт    |
| 1. | 2013 | Уимблдон | Трава    | Сабина Лисицки     | 6-1 6-4 |

#### Поражения (1)
| №  | Год  | Турнир   | Покрытие | Соперница в финале | Счёт    |
| 1. | 2007 | Уимблдон | Трава    | Винус Уильямс      | 4-6 1-6 |

### Финалы турнировWTAв одиночном разряде (19)

#### Победы (8)
| Легенда: До 2009 года         | Легенда: С 2009 года  |
| ----------------------------- | --------------------- |
| Турниры Большого Шлема (1)    |                       |
| Олимпиада (0)                 |                       |
| Итоговый чемпионат года А (0) |                       |
| Итоговый чемпионат года Б (0) |                       |
| 1-я категория (0)             | Premier Mandatory (0) |
| 2-я категория (0)             | Premier 5 (0)         |
| 3-я категория (2)             | Premier (2)           |
| 4-я категория (1+2)           | International (2)     |
| 5-я категория (0+1)           | International (2)     |

| Титулы по покрытиям | Титулы по месту проведения матчей турнира |
| ------------------- | ----------------------------------------- |
| Хард (6+1)          | Зал (1)                                   |
| Грунт (0+2)         | Зал (1)                                   |
| Трава (2)           | Открытый воздух (7+3)                     |
| Ковёр (0)           | Открытый воздух (7+3)                     |

| №  | Дата            | Турнир                  | Покрытие | Соперница в финале | Счёт        |
| 1. | 7 января 2006   | Окленд, Новая Зеландия  | Хард     | Вера Звонарёва     | 6-2 6-2     |
| 2. | 8 октября 2006  | Токио, Япония           | Хард     | Айко Накамура      | 2-6 6-2 6-2 |
| 3. | 5 ноября 2006   | Квебек, Канада          | Хард(i)  | Ольга Пучкова      | 6-0 6-0     |
| 4. | 8 марта 2009    | Монтеррей, Мексика      | Хард     | Ли На              | 6-4 6-3     |
| 5. | 2 августа 2009  | Станфорд, США           | Хард     | Винус Уильямс      | 6-2 5-7 6-4 |
| 6. | 18 июня 2011    | Истборн, Великобритания | Трава    | Петра Квитова      | 6-1 4-6 7-5 |
| 7. | 16 октября 2011 | Осака, Япония           | Хард     | Саманта Стосур     | 6-3 6-1     |
| 8. | 6 июля 2013     | Уимблдон                | Трава    | Сабина Лисицки     | 6-1 6-4     |

#### Поражения (11)
| №   | Дата             | Турнир             | Покрытие | Соперница в финале | Счёт            |
| 1.  | 11 сентября 2006 | Бали, Индонезия    | Хард     | Светлана Кузнецова | 5-7 2-6         |
| 2.  | 7 мая 2007       | Прага, Чехия       | Грунт    | Акико Моригами     | 1-6 3-6         |
| 3.  | 7 июля 2007      | Уимблдон           | Трава    | Винус Уильямс      | 4-6 1-6         |
| 4.  | 20 июля 2008     | Станфорд, США      | Хард     | Александра Возняк  | 5-7 3-6         |
| 5.  | 10 января 2009   | Брисбен, Австралия | Хард     | Виктория Азаренко  | 3-6 1-6         |
| 6.  | 8 ноября 2009    | Турнир чемпионок   | Хард(i)  | Араван Резаи       | 5-7 — отказ     |
| 7.  | 20 марта 2011    | Индиан-Уэллс, США  | Хард     | Каролина Возняцки  | 1-6 6-2 3-6     |
| 8.  | 21 мая 2011      | Страсбург, Франция | Грунт    | Андреа Петкович    | 4-6 0-1 — отказ |
| 9.  | 31 июля 2011     | Станфорд, США (2)  | Хард     | Серена Уильямс     | 5-7 1-6         |
| 10. | 12 февраля 2012  | Париж, Франция     | Хард(i)  | Анжелик Кербер     | 6-7(3) 7-5 3-6  |
| 11. | 22 июля 2012     | Карлсбад, США      | Хард     | Доминика Цибулкова | 1-6 5-7         |

### Финалы турнировITFв одиночном разряде (6)

#### Победы (6)
| Легенда:         |
| ---------------- |
| 100.000 USD (0)  |
| 75.000 USD (1)   |
| 50.000 USD (1)   |
| 25.000 USD (1+1) |
| 10.000 USD (3)   |

| Титулы по покрытиям | Титулы по месту проведения матчей турнира |
| ------------------- | ----------------------------------------- |
| Хард (3+1)          | Зал (2+1)                                 |
| Грунт (3)           | Зал (2+1)                                 |
| Трава (0)           | Открытый воздух (4)                       |
| Ковёр (0)           | Открытый воздух (4)                       |

| №  | Дата            | Турнир                  | Покрытие | Соперница в финале    | Счёт    |
| 1. | 6 мая 2001      | Хатфилд, Великобритания | Грунт    | Маки Араи             | 6-0 6-2 |
| 2. | 20 мая 2001     | Турин, Италия           | Грунт    | Стефани Риззи         | 6-1 6-1 |
| 3. | 19 августа 2001 | Коксейде, Бельгия       | Грунт    | Аранча Парра Сантонха | 6-2 6-1 |
| 4. | 24 февраля 2002 | Колумбус, США           | Хард(i)  | Морин Дрейк           | 6-2 6-3 |
| 5. | 3 ноября 2002   | Пуатье, Франция         | Хард(i)  | Седа Норландер        | 6-1 6-0 |
| 6. | 17 декабря 2005 | Дубай, ОАЭ              | Хард     | Кайя Канепи           | 6-2 6-0 |

### Финалы турнировWTAв парном разряде (7)

#### Победы (3)
| №  | Дата           | Турнир              | Покрытие | Партнёрша            | Соперницы в финале             | Счёт    |
| 1. | 11 апреля 2004 | Касабланка, Марокко | Грунт    | Эмили Луа            | Элс Калленс Катарина Среботник | 6-4 6-2 |
| 2. | 6 февраля 2005 | Паттайя, Таиланд    | Хард     | Анна-Лена Грёнефельд | Марта Домаховска Сильвия Талая | 6-3 6-2 |
| 3. | 14 мая 2006    | Прага, Чехия        | Грунт    | Шахар Пеер           | Эшли Харклроуд Бетани Маттек   | 6-4 6-4 |

#### Поражения (4)
| №  | Дата            | Турнир              | Покрытие | Партнёрша           | Соперницы в финале                              | Счёт           |
| 1. | 19 февраля 2003 | Париж, Франция      | Ковёр(i) | Стефани Коэн-Алоро  | Барбара Шетт Патти Шнидер                       | 6-2 2-6 6-7(5) |
| 2. | 26 октября 2003 | Линц, Австрия       | Хард(i)  | Сильвия Фарина-Элия | Лизель Хубер Ай Сугияма                         | 1-6 6-7(6)     |
| 3. | 11 октября 2004 | Ташкент, Узбекистан | Хард     | Мара Сантанджело    | Адриана Серра-Дзанетти Антонелла Серра-Дзанетти | 6-1 3-6 4-6    |
| 4. | 8 января 2007   | Сидней, Австралия   | Хард     | Мейлен Ту           | Анна-Лена Грёнефельд Меганн Шонесси             | 3-6 6-3 6-7(2) |

### Финалы турнировITFв парном разряде (2)

#### Победы (1)
| №  | Дата            | Турнир                  | Покрытие | Партнёрша    | Соперницы в финале               | Счёт    |
| 1. | 13 октября 2002 | Кардифф, Великобритания | Хард(i)  | Ванесса Вебб | Мариана Диас-Олива Джулия Паллин | 6-4 6-2 |

#### Поражения (1)
| №  | Дата            | Турнир            | Покрытие | Партнёрша           | Соперницы в финале             | Счёт    |
| 1. | 20 августа 2000 | Коксейде, Бельгия | Грунт    | Кармен Гахо-Торрелл | Лесли Буткевич Ленка Снайдрова | 3-6 4-6 |

### Финалы командных турниров (2)

#### Поражения (2)
| №  | Год  | Турнир          | Команда                                     | Соперник в финале                          | Счёт в финале |
| -- | ---- | --------------- | ------------------------------------------- | ------------------------------------------ | ------------- |
| 1. | 2004 | Кубок Федерации | Франция Н.Деши, Т.Головин, М.Бартоли, Э.Луа | Россия С.Кузнецова, А.Мыскина, В.Звонарёва | 2-3           |
| 2. | 2012 | Кубок Хопмана   | Франция · М.Бартоли, Р.Гаске                | Чехия · П.Квитова, Т.Бердых                | 0-2           |

## История выступлений на турнирах
По состоянию на 15 января 2018 года
Чтобы предотвратить неразбериху и удваивание счета, информация в этой таблице корректируется только по окончании турнира или по окончании участия там данного игрока.
| Турнир                                | 2001           | 2002           | 2003           | 2004           | 2005           | 2006           | 2007           | 2008           | 2009          | 2010          | 2011          | 2012          | 2013          | Итог   | В/П за карьеру |
| ------------------------------------- | -------------- | -------------- | -------------- | -------------- | -------------- | -------------- | -------------- | -------------- | ------------- | ------------- | ------------- | ------------- | ------------- | ------ | -------------- |
| Турниры Большого Шлема                |                |                |                |                |                |                |                |                |               |               |               |               |               |        |                |
| Australian Open                       | -              | 1Р             | 1Р             | 2Р             | 2Р             | 2Р             | 2Р             | 1Р             | 1/4           | 3Р            | 2Р            | 3Р            | 3Р            | 0 / 12 | 15-12          |
| Roland Garros                         | 1Р             | 1Р             | 2Р             | 1Р             | 1Р             | 2Р             | 4Р             | 1Р             | 2Р            | 3Р            | 1/2           | 2Р            | 3Р            | 0 / 13 | 16-13          |
| Уимблдон                              | -              | -              | 1Р             | 3Р             | 2Р             | 2Р             | Ф              | 3Р             | 3Р            | 4Р            | 1/4           | 2Р            | П             | 1 / 11 | 28-10          |
| US Open                               | -              | 3Р             | 1Р             | 2Р             | 3Р             | 3Р             | 4Р             | 4Р             | 2Р            | 2Р            | 2Р            | 1/4           | -             | 0 / 11 | 23-11          |
| Итог                                  | 0 / 1          | 0 / 3          | 0 / 4          | 0 / 4          | 0 / 4          | 0 / 4          | 0 / 4          | 0 / 4          | 0 / 4         | 0 / 4         | 0 / 4         | 0 / 4         | 1 / 3         | 1 / 47 |                |
| В/П в сезоне                          | 0-1            | 5-3            | 1-4            | 4-4            | 4-4            | 5-4            | 13-4           | 5-4            | 10-4          | 7-4           | 11-4          | 8-4           | 11-2          |        | 82-46          |
| Итоговый турнир года                  |                |                |                |                |                |                |                |                |               |               |               |               |               |        |                |
| Итоговый чемпионат WTA                | -              | -              | -              | -              | -              | -              | Группа         | -              | -             | -             | Группа        | -             | -             | 0 / 2  | 2-1            |
| Турниры WTA Premier Mandatory         |                |                |                |                |                |                |                |                |               |               |               |               |               |        |                |
| Индиан-Уэллс                          | -              | -              | 2Р             | 1Р             | 2Р             | 3Р             | 4Р             | 4Р             | 2Р            | 4Р            | Ф             | 1/4           | 4Р            | 0 / 11 | 20-11          |
| Майами                                | -              | -              | 1/4            | -              | 2Р             | 3Р             | 2Р             | 2Р             | 2Р            | 1/2           | 4Р            | 1/2           | 2Р            | 0 / 10 | 17-10          |
| Мадрид                                | Не проводился  | Не проводился  | Не проводился  | Не проводился  | Не проводился  | Не проводился  | Не проводился  | Не проводился  | 1Р            | 2Р            | 2Р            | 1Р            | 3Р            | 0 / 5  | 4-5            |
| Пекин                                 | Не 1 категория | Не 1 категория | Не 1 категория | Не 1 категория | Не 1 категория | Не 1 категория | Не 1 категория | Не 1 категория | 1/2           | 1Р            | 3Р            | 1/2           | -             | 0 / 4  | 10-4           |
| Турниры WTA Premier 5                 |                |                |                |                |                |                |                |                |               |               |               |               |               |        |                |
| Доха                                  | Не 1 категория | Не 1 категория | Не 1 категория | Не 1 категория | Не 1 категория | Не 1 категория | Не 1 категория | 2Р             | НП            | НП            | NM5           | 1/2           | 2Р            | 0 / 3  | 4-3            |
| Рим                                   | -              | -              | -              | К              | -              | -              | -              | 3Р             | 2Р            | -             | 2Р            | 2Р            | -             | 0 / 5  | 4-5            |
| Цинциннати                            | Не проводился  | Не проводился  | Не проводился  | Не 1 категория | Не 1 категория | Не 1 категория | Не 1 категория | Не 1 категория | 1Р            | 1/4           | 3Р            | 2Р            | 2Р            | 0 / 5  | 4-5            |
| Монреаль / Торонто                    | -              | -              | 2Р             | -              | 2Р             | 3Р             | 1/4            | 1/2            | 1Р            | 1/4           | 1Р            | 3Р            | 3Р            | 0 / 10 | 13-10          |
| Токио                                 | -              | -              | -              | -              | -              | 2Р             | 1Р             | 2Р             | 1/4           | 3Р            | 1/4           | 3Р            | -             | 0 / 7  | 11-7           |
| Прочие бывшие турниры 1 категории WTA |                |                |                |                |                |                |                |                |               |               |               |               |               |        |                |
| Берлин                                | -              | -              | К              | К              | -              | -              | -              | 3Р             | Не проводился | Не проводился | Не проводился | Не проводился | Не проводился | 0 / 3  | 2-3            |
| Чарлстон                              | -              | -              | 1Р             | -              | -              | 3Р             | 2Р             | 3Р             | НM5           | НM5           | НM5           | НM5           | НM5           | 0 / 4  | 6-4            |
| Цюрих                                 | -              | -              | -              | -              | -              | 1Р             | 1/4            | NM5            | Не проводился | Не проводился | Не проводился | Не проводился | Не проводился | 0 / 2  | 2-2            |
| Москва                                | -              | -              | -              | -              | -              | -              | 2Р             | 1Р             | НM5           | НM5           | НM5           | НM5           | НM5           | 0 / 2  | 1-2            |
| Сан-Диего                             | Не 1 категория | Не 1 категория | Не 1 категория | 3Р             | 1Р             | 1Р             | 3Р             | Не проводился  | Не проводился | NM5           | NM5           | NM5           | NM5           | 0 / 4  | 5-4            |
| Дубай                                 | Не 1 категория | Не 1 категория | Не 1 категория | Не 1 категория | Не 1 категория | Не 1 категория | Не 1 категория | Не 1 категория | 3Р            | 3Р            | 3Р            | NM5           | NM5           | 0 / 3  | 6-3            |
| Статистика за карьеру                 |                |                |                |                |                |                |                |                |               |               |               |               |               |        |                |
| Проведено финалов                     | 0              | 0              | 0              | 0              | 0              | 4              | 2              | 1              | 4             | 0             | 5             | 2             | 1             |        | 19             |
| Выиграно турниров                     | 0              | 0              | 0              | 0              | 0              | 3              | 0              | 0              | 2             | 0             | 2             | 0             | 1             |        | 8              |
| В/П: всего                            | 28-8           | 34-17          | 35-26          | 31-25          | 35-26          | 45-28          | 47-31          | 29-26          | 49-22         | 34-21         | 58-25         | 41-25         | 22-14         |        | 490-299        |

К — проигрыш в квалификационном турнире. HM5 — соревнование не входило ни в одну из двух старших премьер-серий.
| Турнир                 | 2002  | 2003  | 2004  | 2005  | 2006  | 2007  | Итог   | В/П за карьеру |
| ---------------------- | ----- | ----- | ----- | ----- | ----- | ----- | ------ | -------------- |
| Турниры Большого Шлема |       |       |       |       |       |       |        |                |
| Australian Open        | -     | 2Р    | 3Р    | 3Р    | -     | 1Р    | 0 / 4  | 5-4            |
| Roland Garros          | 1Р    | 2Р    | 2Р    | 3Р    | 3Р    | 1Р    | 0 / 6  | 6-6            |
| Уимблдон               | -     | 2Р    | 1/4   | 3Р    | 2Р    | 3Р    | 0 / 5  | 9-4            |
| US Open                | -     | 1/2   | 1Р    | 1Р    | 2Р    | -     | 0 / 4  | 5-4            |
| Итог                   | 0 / 1 | 0 / 4 | 0 / 4 | 0 / 4 | 0 / 3 | 0 / 3 | 0 / 19 |                |
| В/П в сезоне           | 0-1   | 7-4   | 6-4   | 6-4   | 4-3   | 2-2   |        | 25-18          |